# تن‌تن و معبد خورشید
تن‌تن و معبد خورشید (انگلیسی: Tintin and the Temple of the Sun) یک فیلم محصول مشترک فرانسه، سوییس و بلژیک است که در سال ۱۹۶۹ منتشر شد. این فیلم بر اساس داستان دو کتاب هفت گوی بلورین و معبد خورشید، از مجموعه کتاب‌های ماجراهای تن‌تن و میلو نوشته هرژه ساخته شده است.